# Ókori egyiptomi irodalom
A világ első irodalma a mezopotámiai irodalom mellett az ókori Egyiptom irodalma volt. Az egyiptomi írás első egybefüggő szövegei az i. e. 27. századra tehetőek. Ekkor két különböző írás alakult ki: a hieroglif írás és a hieratikus írás. Az írásjegyeket kőbe vésték vagy papiruszból készült hosszú tekercsekre írták. Az i. e. 8. századtól ezeket fokozatosan felváltotta a görög hatásra keletkezett démotikus írás. Az írástudás a társadalomban rendkívül nagy megbecsülés övezte. Az egyiptomiak iskolái évezredeken keresztül az intézményesített oktatás egyedüli példái voltak.
A szépirodalmi és tudományos művekről másolatokat készítettek. A papirusztekercsből álló könyveket templomi és királyi könyvtárakban őrizték, de nagy számban léteztek magánkönyvtárak is. A hellenisztikus kor leghíresebb könyvtára – nemcsak egyiptomi, hanem világviszonylatban is – az alexandriai nagy könyvtár volt, amely az ókori Európa tudományos fejlődésére is nagy hatással volt.
Lásd még: Írásbeliség az ókori Egyiptomban

## Az ókori egyiptomi irodalom története

### Óbirodalom
Az ókori Egyiptomban az írásbeliség kezdetei az i. e. 3. évezred tájára tehetőek. Az Óbirodalomra (kiváltképp a IV. dinasztiára, a gízai piramisok építésének korára) centralizált, despotikus államrendszer volt jellemző, amely az emberi létezés legfőbb céljának az istenként tisztelt fáraó szolgálatát tartotta, s az egyéniséget teljesen háttérbe szorította. Ez az ideológia a kor irodalmi termékeiben is jól érzékelhető, kiváltképp a Ptahhotep intelmei című műben. A szigorú társadalmi hierarchia mindenki helyét pontosan megszabta. A kor, amely sok százezer embert mozgósított egy-egy piramis felépítéséhez, a lét igazi beteljesülését a másvilági életben látta. A Dzsedefhor intelmei című irat is a sírépítés fontosságára figyelmezteti az olvasót.
Az első piramis építőjének, Imhotepnek a munkái elvesztek, a később keletkezett Kagemni intelmeiből is csupán kis rész ismeretes. A fáraók túlvilági sorsáról a Piramisszövegek gyakran sokkal részletesebben tájékoztatják az olvasót, mint evilági tetteikről. A piramisszövegek egyes részei ősi, elveszett népköltések maradványait is megőrizték, különösen a kígyók és más veszélyes állatok elleni ráolvasások mutatnak erősen ősi jelleget. Szintén a korabeli költészethez lehet sorolni az előkelők masztabáinak falain fennmaradt munkadalokat és egyéb verseket (például Hordszékvivők dala, Pásztordal). A sírok falait a mindennapi életből vett képek díszítik, amelyek körül gyakran megörökítették párbeszédeiket, dalaikat is. Az Óbirodalom himnuszirodalma is gazdag volt, a Piramisszövegekben található részletek mellett ide sorolhatók a fennmaradt, általában a fáraóhoz intézett himnuszok is. Egy vallásfilozófiai iratnak, az i. e. 8. században keletkezett memphiszi teológiának egyes részletei is az Óbirodalomra nyúlnak vissza.

### Az első átmeneti kor
Az Óbirodalom összeomlása, az ország több részre szakadása, az anarchia mély benyomást gyakorolt a kortársakra, s olyan kérdéseket vetett fel, amelyekkel az Óbirodalom irodalma nem foglalkozott, például hogy mi az oka a sok szenvedésnek, van-e túlvilág, mi az élet értelme, stb. Ekkor olyan irodalmi művek jöttek létre, amelyek filozófiai mélyégét a későbbi idők egyiptomi alkotásai is csak ritkán érték el. Egy koporsószövegben a Mindenség Ura válaszol ünnepélyesen e kérdésekre, és a tengernyi bajért a felelősséget az emberiségre hárítja. Az Életunt beszélgetése lelkével című költeményben egy öngyilkosságra készülő ember beszélget saját lelkével, s az tulajdonképpen semmi vígasztalót nem tud neki mondani. E kor munkáiban az egyiptomi írókra általában jellemző hűvös mértéktartás, az érzelemnyilvánítások szinte teljes mellőzése egyáltalán nem tapasztalható. Később, Heti munkájában, a Merikaréhoz intézett intelmekben olvasható nagy himnusz a Napistent már az emberek jóságos védelmezőjének mondja, a mű politikai mondanivalója pedig a rend helyreállítását helyezi a középpontba, és fellép a túlkapások, a viszálykodás ellen.

### Középbirodalom
A Noferti intelmei című munka ugyan Egyiptom szörnyű állapotának ecsetelése után ujjongva üdvözli a „szabadító királyt", I. Amenemhatot, Amenemhat intelmei azonban újra a kiábrándult keserűségről szól. A többi intelemtől némiképp elüt a Mesterségek szatírája, amely az írnoki munka eszményi mivoltát hangsúlyozza a többi munkával szemben. Szintén a középbirodalomból származik az egyiptomi iskolák leggyakrabban és leghosszabb ideig használt tankönyve, a Kemit, amely színes gyűjteménye az írnok által használandó szavaknak és kifejezéseknek. Haheperrészeneb intelmeinek csupán kis töredéke maradt fenn, e töredék az Ipuwer intelmeivel és az Életunt beszélgetése lelkével című költeményekkel mutat rokonságot.
A novellairodalom is a Középbirodalom idején indult virágzásnak. Szinuhe történetének nyilván van bizonyos történeti magja, és azt bizonyítja, hogy Egyiptom és Elő-Ázsia egyes államai között szoros politikai-társadalmi kapcsolat állt fenn. A történet stílusa helyenként költői magasságokba emelkedik, más helyeken viszont igen tömör. A mű erősen eltér a másik, nagyjából egykorú elbeszéléstől, az A hajótörött történetétől. Ez utóbbi munkában a távoli országok iránti nosztalgia erősebben jut kifejezésre, mint Szinuhe történetében, valamint a népi költészet hatása is erősebben érzékelhető rajta. A Westcar-papirusz meséinek keletkezési ideje nem határozható meg bizonyosan, az is elképzelhető, hogy a hükszosz időket megelőző XII. dinasztiáig nyúlnak vissza. Stílusuk messze esik a klasszikus középbirodalmi nyelvtől. Ismeretlen szerzőjük számára az Óbirodalom már csupán egy távoli, mesés korszak, amelyben nagy varázslók éltek, és a királyok egyenesen a Napistentől származtak.
A középbirodalmi költészet termékei közül kiemelkednek a III. Szenuszert fáraó tiszteletére írott himnuszok. A vallási misztériumjáték érdekes emléke az úgynevezett Dramatikus Ramesszeumpapirusz I. Szenuszert korából.

### A második átmeneti kor
A hükszoszok elleni harcot megkezdő Kamósze thébai uralkodót dicsőítő feliratok már novellaszerű elemeket is tartalmaznak, és világosan mutatják a köznapi beszélt nyelv hatását.

### Újbirodalom
Az újbirodalom korában, egészen az Amarna-reform idejéig az irodalomban a klasszikusnak tekintett ó- és középbirodalmi nyelv volt az uralkodó. Később, a XIX. és XX. dinasztia novellairodalma már az Újbirodalom korában beszélt köznyelvet alkalmazta. Az Újbirodalom kora Egyiptom történetében előbb a hódítás, a hatalom, később a hanyatlás kora volt. Ebben a korban Egyiptom széles körű diplomáciai kapcsolatokat létesített a környező országokkal, amelyek hatása az irodalomban is érezhető volt. A győztes fáraókat ünneplő történeti jellegűszövegekben akadnak olyan részletek is, amelyek igen magas költői színvonalon állnak, például az egyik karnaki feliraton Amon isten szárnyaló himnuszban magasztalja „fiát”, III. Thotmeszt. Később a II. Ramszeszt dicsőítő feliratokban is vannak kiemelkedő művészi értékű alkotások.
E kor volt az egyiptomi himnuszirodalom virágkora. A királyhimnuszok mellett vannak olyanok is, amelyek II. Ramszesz fővárosát, Per-Ramszeszt magasztalják, némelyik Thébát dicséri, de találtak olyan himuszokat is, amelyeket a thébai harci kocsikhoz írtak. Természetesen a legterjedelmesebbek és legszebbek az istenek dicséretére íródott himnuszok voltak, Ehnaton Naphimnusza a világirodalom egyik kiemelkedő alkotása. A Leideni Amon-himnusz elsősorban költői képeivel éri el művészi hatását, közel áll hozzá a Ptah istent dicsőítő Berlini Ptah-himnusz. A hinuszok egy csoportja minden bizonnyal a népi vallás köréből származik, ilyeneket írtak például Amon isten dicsőítésére, aki e költeményekben mint a szegények védelmezője jelenik meg. Szintén számos himnusz maradt fenn a Halottak könyvében is. A hősi eposz csaknem teljesen ismeretlen az ókori egyiptomi irodalomban, az egyetlen alkotás – a jóval későbbi Petubasztisz-regény mellett – a Kádesi csata című költemény. Az újbirodalom alatt a szerelmi költészet is virágzott. A költemények nyelvezete egyszerű, közvetlen, hangvételük rendkívül változatos. Első olvasatra a költemények szoros rokonságot mutatnak a népköltészettel, de a versek túlnyomó többségében inkább tudatos népieskedésről lehet szó.

### Késői és görög-római kor
Az i. e. 1. évezredben Egyiptom többször is idegen uralom alá került, ami az irodalom területén is éreztette hatását. Az irodalmi formák megmerevedtek, a művek témája egyre inkább a dicsőséges múlt lett. Az irodalmi szövegek egy része hieroglifákkal, a másik, nagyobb része démotikus írással maradt ránk. Az előbbiek közül a Bentres-sztélé Honszu isten dicsőségét zengi, az úgynevezett Metternich-sztélé elsősorban varázsszöveg, terjedelmes novellisztikus részekkel. A görög-római templomok feliratai közt sok ősi motívumokat is felhasználó himnuszt találtak. Az edfui Hórusz-mítoszt nyilván dramatizált formában is előadták. A démotikus írással készült művek elsősorban a korabeli tömegigényekhez alkalmazkodtak, két irányzat található meg köztük: néhány munka (Peteésze, Petubasztisz-regény, stb.) a való életből merítette témáját, míg más munkákban a vallásos-misztikus elemek jutnak főszerephez. A Napszem-mítosz elbeszélésein már erősen érzékelhető a görög állatmesék hatása, a Szetna-regény az emberfeletti tudás megszerzéséért folytatott küzdelmet állítja középpontjába. A Szetna és Sziuszire története cselekménye varázslók küzdelmei és egy alvilágjárás köré csoportosul. Az intelmek műfaját az Anhsesonqui és az Insinger-papirusz képviseli. A régi egyiptomi kultúrának a kereszténység győzelme vetett véget, a következő szakaz, a kopt irodalom már teljesen más képet sugároz.

## Az ókori egyiptomi irodalom típusai és műnemei

### Értekező irodalom

#### Vallási bölcseleti szövegek

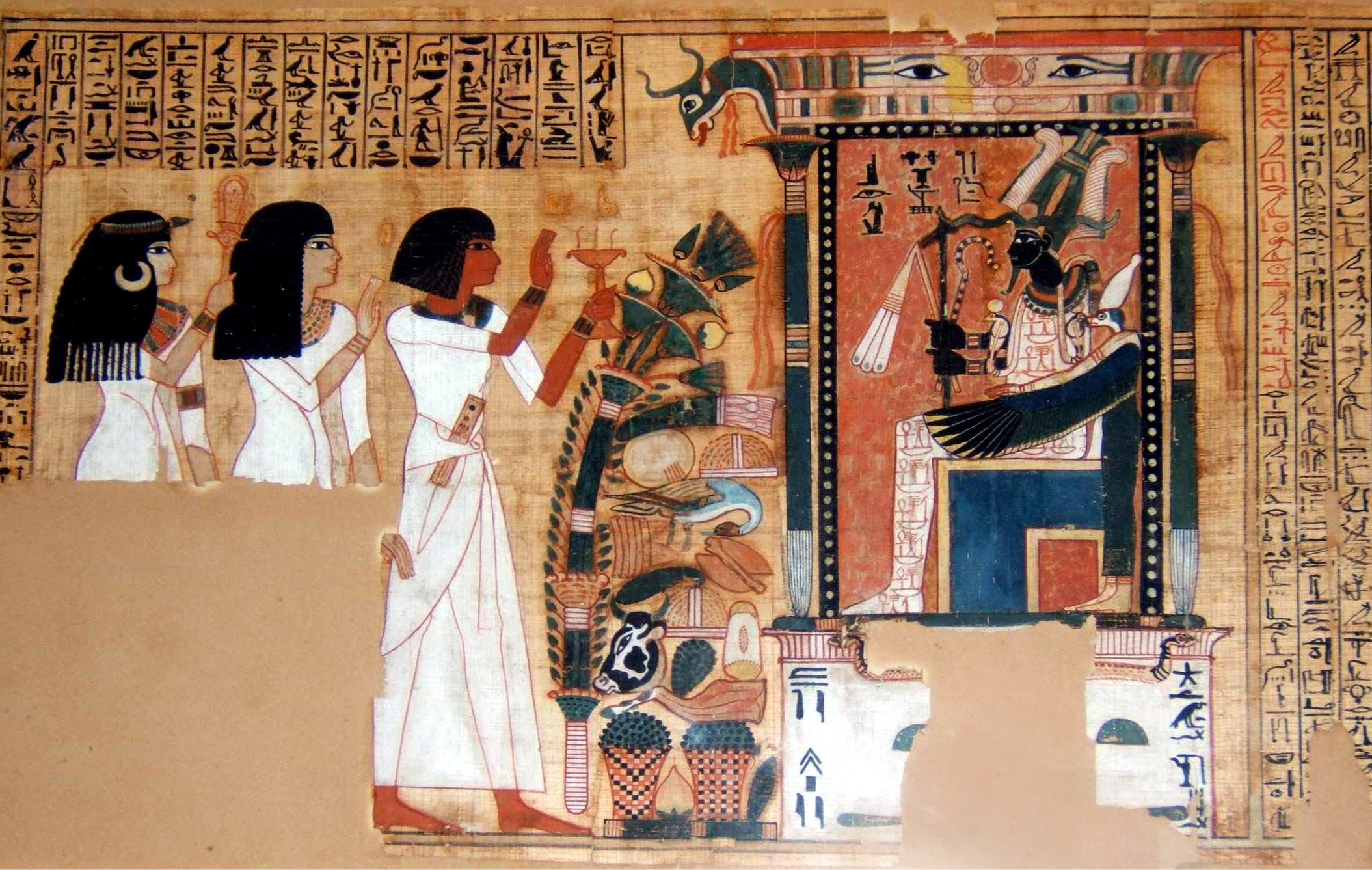
A Halottak könyve részlete

A ránk maradt írásos emlékek tanúsága szerint az egyiptomi irodalom témáját és műfaját tekintve is rendkívül sokszínű volt; az egyiptomi vallási felfogás értelmében azonban természetesnek tűnik, hogy irodalmuk jelentős részét a halállal, a túlvilággal kapcsolatos szövegek teszik ki. A Halottak könyve (kevésbé ismert nevén a Fénybe távozottak könyve) többek közt azt ismerteti részletesen, melyik alvilági démont hogyan kell megszólítani ahhoz, hogy átengedje az embert a Kettős Igazság termébe, ahol az istenek eldöntik, méltó-e az örök életre. Az istenek előtt fel kellett sorolnia, milyen bűnöket nem követett el; a gyónásformulát szintén tartalmazza a könyv, melyet gyakran temettek az elhunytak mellé a sírba. A Halottak Könyve – mely nem egységes munka, hanem több szövegből összeállított, rengetegszer módosított kompozíció – a legrégebbi egyiptomi írott munka; első, korai változata i. e. 4500 körül tűnt fel, és a későkorban még mindig népszerű volt; részleteit gyakran másolták sírok falára és szarkofágokra. Legszebb példánya az i. e. 1400 körül elhunyt magas rangú írnok, Ani számára készült. A kiterítve több, mint huszonhárom méter hosszú papiruszt színes képek díszítik.
Hódolat neked, Ozirisz, örökkévalóság ura, istenek királya,
kit rengeteg néven ismernek, kinek megnyilvánulásai szentek,
ki rejtett alakban jelensz meg a templomokban szent lelkeddel.
(Ozirisz-himnusz a Halottak Könyvéből)
A Halottak Könyve abban az időben alakult ki, amikor a halál utáni lét privilégiuma a vallás szerint még csak az uralkodót illette meg, a nép csak az ő közvetítésével részesülhetett a halhatatlanságból. Ez később megváltozott, a szent szövegeket bárki felvésethette koporsójára, de a tizennyolcadik dinasztia idejétől kezdve – ekkor szilárdult meg újra a központosított hatalom – újra megjelent az az igény, hogy az uralkodó túlvilági élete jobb legyen a köznépénél. Ekkor jelenik meg az Amduat könyve, melyet isteni eredetűnek tartottak, és tartalmát titokként kezelték. A Halottak Könyvétől eltérően az Amduat-könyv nem utólag szerkesztett szöveggyűjtemény, hanem zárt, logikusan felépített kompozíció. Témája a Napisten útja az alvilágban (a vallás tanítása szerint a napnak abban a felében, amikor Ré napisten nem látható az égen, az alvilágban jár, ahonnan minden reggel újjászületik.) Ebben a könyvben az elhunyt és üdvözült királyokat fejükön koronával ábrázolják, kiemelkedve alattvalóik közül.
Az Amduat-könyv egy későbbi változata az amarnai reformok után született, és magán hordozza azok hatását. Ez a Kapuk könyve, mely nevét arról kapta, hogy benne az alvilág egyes részeit hatalmas kapuk választják el egymástól. Érdekessége, hogy ebben esik szó először a más országbeliek halál utáni sorsáról; korábban az egyiptomi vallás csak az egyiptomiakkal foglalkozott.

#### Erkölcsi intelmek
Az egyiptomiak a vallási szövegek mellett az úgynevezett intelmeket tartották a legfontosabbnak, melyeket a kor etikája, filozófiája összefoglalásának tekinthetünk. Az intelmek többségének mondanivalója örök érvényű: a szülők tiszteletére, a bölcsesség szeretetére, szerénységre, a gyengék segítésére buzdítja az olvasót; a különböző korokban készült művekből azonban több is magán hordja a korszak hatását az irodalomra: míg Ptahhotep vezírnek a virágzó, stabil Óbirodalom idején írt intelmei a fennálló társadalmi rend dicséretét hirdetik, a társadalmi rend felborulását követő első átmeneti kor idején született Ipuwer intelmeinek lényege a korszak politikájának éles bírálata és a keserves megpróbáltatások leírása.
„A világ megfordult, akár a fazekas kereke. A rablókból gazdag ember lett, a gazdagokból fosztogatók. (…) A városok elpusztultak, Felső-Egyiptom pusztasággá változott…”
(Részlet Ipuwer intelmeiből)
A Noferti intelmei című mű már a történelmi elbeszélésekhez is közel áll, ugyanis megtörtént eseményeket mond el úgy, mintha azok egy korábban élt szerző jövendölései lettek volna. Megjelennek a műben az első átmeneti kor sötét évei, melyet a szerző természeti képekkel is aláfest: a Nílus kiszárad, a Nap elhalványul. A szabadulást végül I. Amenemhat király hozza, akinek idejében a mű keletkezett.
Az intelmek évezredeken keresztül mutattak erkölcsi mintát Egyiptom lakosságának. Bár közülük sok már átirataiban sem maradt ránk, az ókorban soraik szállóigeként terjedtek, és szerzőiknek biztosították az utókor tiszteletét. Erre legjobb példa az általunk elsősorban tudósként és építészként ismert Imhotep, akinek intelmei széles korban ismertek voltak, és ez nagy mértékben hozzájárulhatott ahhoz, hogy halála után alig pár évszázaddal a szerzőt már istenként tisztelték.

### Szépirodalom

#### Elbeszélő irodalom
Az elbeszélő irodalom az első átmeneti kortól kezdve kap szerepet. Mesék, mítoszok természetesen már korábban is léteztek, rögzítésükre azonban csak ettől az időtől kezdve kerül sor. Az egyik korai mű, a IX. dinasztia idején játszódó Paraszt panaszai politikai és erkölcsi mondanivalóját tekintve még közel áll az intelmekhez, de a kerettörténet, mely az egyszerű emberekhez is közel hozta a történetet, már az elbeszélő irodalom alkotásává teszi.
Az egyiptomi irodalomban, akár a maiban is, népszerű téma volt a régmúlt feldolgozása. Ennek legszebb példája egy, az Újbirodalom korának elején keletkezett történet, mely Kheopsz fáraó uralkodásának idejébe viszi vissza az olvasót, és meseszerű elemeivel (például nagy hatalmú varázslók szerepeltetése) rendkívül szórakoztató. Ugyanilyen kedvelt téma volt a távoli világok leírása. Ezek közé tartozik például a középbirodalmi Szinuhe története, melyben a főhősnek I. Amenemhat fáraó halála után menekülnie kell Egyiptomból. Szinuhe sokáig Retjenuban (a mai Szíria) él, ahol magas rangot kap és a fejedelem leányának kezét is elnyeri, később ő maga lesz a király, de szíve végül hazahúzza Egyiptomba. Egy másik mű, A hajótörött története már inkább a mesék világába tartozik; ebben a mese főhőse egy távoli szigetre vetődik, ahol mitikus lénnyel, egy aranyszín testű kígyóval találkozik, aki gazdagsággal ajándékozza meg.
Több, más irodalmi műből ismert motívum is az ókori egyiptomi irodalomban fordult elő először: a Bibliában megtalálható József és Putifárné története egyértelműen visszavezethető A két testvér története című egyiptomi népmesére, míg A Királyfi és a Sors című mesében – melyben a királyfi születésekor megjósolják, hogy halálát krokodil kígyó vagy kutya okozza – a görög sorstragédiák elemei is felfedezhetők. A már említett Szinuhe-történetben a főhős győzelme a legyőzhetetlennek tartott harcos felett a bibliai Dávid és Góliát-történetet vetíti előre.
Az elbeszélő irodalom mindvégig közkedvelt volt, és Ehnaton fáraó már említett reformja, mely a beszélt nyelvet tette meg az irodalom nyelvévé, kedvezett a prózairodalom fejlődésének, a művek immár mindenki által érthetővé váltak. A vallásos irodalmat azonban továbbra is klasszikus nyelven írták, s ez magával vonta azt, hogy a művelt felső rétegek az elbeszélő irodalmat értéktelenebbnek tekintették. Emiatt ebből a korból alig maradtak ránk szépirodalmi elbeszélések, és ami fennmaradt, az is hiányos – például a már említett A királyfi és a sors története; irodalmi értékük van viszont a királyfeliratoknak, melyek az uralkodó hősiességét voltak hivatottak kiemelni. Ennek példája a II. Ramszesz hettitáktól ellenszenvedett, győzelemként feltüntetett, ám békekötéssel zárult kádesi csatát leíró felirat.
„Őfelsége úgy haladt előre, mint az ő atyja, Montu hadisten. Minden ország reszketett előtte, félelem volt a szívükben. Minden lázadó félelemmel eltelve borult le őfelsége előtt, mikor hadserege megérkezett.”
Ezeket a leírásokat nem mindig tekinthetjük teljesen hitelesnek; ezt a csatát például a korabeli hettita források úgy jegyezték fel, hogy ők arattak győzelmet az egyiptomi seregek felett.
Az elbeszélő irodalom sajátos fajtája az önéletrajz, melyeket közemberek hagytak hátra; ezeknek lényegesen több a valóságtartalmuk és fontos információk forrásai lehetnek. Példa erre a XVIII. dinasztia idejének elején élt Ahmósze kapitány önéletrajza, melyben feltárul előttünk az a kor, amikor az Újbirodalom első fáraói kiűzték a hükszósz megszállókat és elfoglalták a hükszósz fővárost, Avariszt.
„Mikor Avarisz városát ostromoltuk, bátran harcoltam őfelsége mellett. Ezért kinevezett a Memphiszben Ragyogó nevű hajó kapitányává. (…) Aztán kifosztottuk Avariszt és elfogtam egy férfit és három nőt. Őfelsége nekem adta őket rabszolgának.”

#### Lírai alkotások
A vallásos Egyiptomban a lírai alkotások közül kétségkívül a himnuszokat tartották a legtöbbre. A korai himnuszok csaknem kizárólagos témája valamely isten dicsőítése, nevei, tulajdonságai felsorolása; később himnuszok dicsőítik a halott uralkodót, a Középbirodalom korától kezdve pedig az élő királyhoz szólnak a himnuszok, néha magának az istennek szájába adva. A II. évezred második felétől kezdve a dicsőítés tárgyaként előfordulnak városok vagy akár tárgyak is, például a király harci kocsija. Ebből az időből származik egy gyönyörű Nílus-himnusz is, mely a folyót tartja minden élet forrásának.
A himnuszok sok utalást tartalmaztak a mitológiára, de kevés volt bennük a narratív elem, a történetek elmondása az elbeszélő irodalomra maradt. Némelyik himnusz valószínűleg nem templomi előadásra készült, inkább teológiai értekezésként fogható fel.
Az istenhimnuszok közül kiemelkedő az Amarna-korban keletkezett Aton-himnusz, melynek szerzője valószínűleg maga Ehnaton fáraó. A himnusz az isten neveinek felsorolásával kezdődik: dicsőség az élő Napnak a Két Horizonton, ujjong ő a Fényhegyen az ő nevében, aki Aton. Ezt követi az isten címeinek felsorolása – az ég ura, a föld ura, az ő városának, Ahet-Atonnak ura – majd a fáraónak és feleségének nevei és címei. A himnusz legnagyobb részét Aton, a napisten dicsőítése teszi ki, a napot éppúgy minden földi élet forrásának írva le, mint a Nílushoz írt himnusz a folyót, de a merev vallási formák helyett megrendítően szép leírásokat találunk, a szavak mögött megjelenik a szerző, az önmagát istene imádatának teljesen átadó fáraó. A himnusz a hagyományokat követően a fáraó dicsőítésével zárul. A naphimnusz hatása olyan nagy volt, hogy még a Bibliába is bekerült, a 104. zsoltárba.
A költészet jellegzetes egyiptomi példáját képezik az úgynevezett hárfás dalok. Ezeket zenei kíséret mellett, lakomákon adták elő, céljuk azonban nemcsak a hallgatóság szórakoztatása volt: gyakran komoly filozófiai problémákat vetettek fel, az élet és halál kérdését tárgyalták. Sok hárfás dal sírok felirataként maradt ránk, ami érdekes példája annak, hogy az emberek némelyike kételkedhetett a papok túlvilágról festett szép képének valódiságában és inkább a földön igyekezett élvezni az életet a túlvilág helyett. Ezeknek a daloknak a filozófiájával élesen szemben állnak a szomorkás hangulatú, az életből elvágyódó ember hangján megszólaló hárfás dalok, például az Életuntról szóló költemény.
„Olyan előttem ma a halál,
mintha vágyik újra látni házát az ember,
ki fogságban töltött el sok-sok évet.”
(Hárfás dal az első átmeneti korból)
Az Újbirodalom idején jelenik meg a szerelmi líra, melynek egyedüli célja a gyönyörködtetés. Népies hangulata ellenére egyértelműen műköltészetről van szó. Friss, könnyed nyelvezetével idilli képet fest a szerelemről és a természetről, ezáltal széles körökben népszerűvé válik, előkelő helyet azonban éppúgy nem kapott az irodalomban, ahogyan az újbirodalmi széppróza sem.

#### Drámai művek
Kevéssé ismert tény, hogy az ókori Egyiptomban már létezett a színjátszás. Ezen azonban nem a mai értelemben vett színészetet kell értenünk; vallásos jellegük miatt inkább a középkori misztériumdrámákhoz álltak közel. Egy I. Szenuszert fáraó idejéből fennmaradt papiruszon, melyet a király koronázási ünnepségét megszervező ceremóniamester írt, többek közt olvashatók azok a szavak is, melyeket a különböző isteneket megszemélyesítő színészeknek kellett mondaniuk. Egy másik, az edfui templomban talált szöveg egy Hathor istennőről szóló darab szabályos „forgatókönyve”, mely tartalmazza a színészeknek szánt utasításokat és a díszletek leírását is. Az előadás egy részét rituális táncok alkották.
A leggyakrabban eljátszott darab valószínűleg Ozirisz története volt. Az isten tiszteletére rendezett ünnepség részeként adták elő a főbb Ozirisz-kultuszhelyeken, Abüdoszban és Busziriszben. A színészek bemutatták, hogyan gyilkolta meg az istent gonosz fivére, Széth és hogyan szülte meg és nevelte fel titokban Ízisz, Ozirisz felesége fiukat, Hóruszt, aki felnőve bosszút állt apjáért.